# Saint-Thélo
Saint-Thélo (bret. Sant-Teliav) – miejscowość i gmina we Francji, w regionie Bretania, w departamencie Côtes-d’Armor.
Według danych na rok 1990 gminę zamieszkiwało 458 osób, a gęstość zaludnienia wynosiła 31 osób/km² (wśród 1269 gmin Bretanii Saint-Thélo plasuje się na 852. miejscu pod względem liczby ludności, natomiast pod względem powierzchni na miejscu 673.).